# Amador Liens Cabrera
Amador de Jesús del Socorro Liens Cabrera, (21 de enero de 1849,  Bayamo, Cuba - 8 o 13 de enero de 1913, Buey Arriba, Cuba) fue un militar cubano que alcanzó el grado de teniente coronel del Ejército Libertador de Cuba, patriota y veterano de las guerras de independencia (tanto la guerra de los Diez Años de 1868 a 1878 como la guerra de Independencia cubana de 1895 a 1898). Durante la etapa republicana se vio en vuelto en el Levantamiento Armado de los Independientes de Color donde fue herido de gravedad, falleciendo más tarde.

## Orígenes familiares
Amador de Jesús del Socorro Liens Cabrera nació el 21 de enero de 1849, en Barrancas, localidad situada al oeste de Bayamo, en una familia de origen francés, puesto que su abuelo paterno Bernardo Liens es un posible emigrado proveniente desde Haití debido a la Revolución Haitiana, formando parte así del conjunto de colonos franceses huidos de dicha isla entre 1792 y 1800, que por esa fecha pasaron a residir en el oriente de Cuba.
El francés Bernardo Liens junto a su hermano Manuel fueron traídos por mar por su padre el corsario francés Tata Liens, Los hermanos Liens se asentaron en el pueblo de Bueycito, en el partido de Barrancas, dedicándose a los trabajos agrícolas. Posteriormente, Bernardo Liens subió por el río Buey Arriba asentándose en la Finca El Rosario en la zona conocida por Minas Sun, que luego nombraría Buey Arriba. Ocupó el cargo de Juez Pedáneo con el grado de capitán del recién fundado Partido de Valenzuela por los años 1842-1844.
Del matrimonio del francés Bernardo Liens y de la cubana Candelaria Nieto nace Mauricio Liens Nieto en 1807. El joven Mauricio se unió en matrimonio con Elena Cabrera Labrada, formando un hogar con sus hijos Gabriel, Amador de Jesús del Socorro (1849), Pastor (1857), José Cornelio “Concho” (1859) y Candelaria “Cambula”.
El 6 de marzo de 1849 es bautizado en la Iglesia de Veguitas el niño Amador de Jesús del Socorro Liens Cabrera. Amador Liens tuvo acceso en su niñez a una educación al menos básica, ya que sabía leer y escribir.

## Guerra de los Diez Años
Durante la guerra de los Diez Años, la primera de las guerras por la independencia de Cuba, tras el Grito de Yara en la finca La Demajagua, el 10 de octubre de 1868, Carlos Manuel de Céspedes se dirigió hacia Bayamo al frente de una columna de mambises. A su paso por el partido de Barrancas, es posible la temprana incorporación de Mauricio Liens Nieto y sus hijos Gabriel y Amador Liens, este último con 19 años de edad.
Amador Liens participó en varias acciones de combate contra las tropas del Ejército español entre Manzanillo y Bayamo, región en la que operaba el general Modesto Díaz. Su padre Mauricio Liens fue ascendido al grado de comandante, su hermano Gabriel Liens fue ascendido a capitán el 10 de abril de 1869, tras el combate de Angostura, mientras que Amador Liens, a raíz de una acción en la que al parecer, resultó herido, fue ascendido a teniente el 14 de julio de 1870, con 21 años de edad.
El 10 de febrero de 1878 se firmó el Pacto de Zanjón, que puso fin a la guerra. El 6 de marzo de ese año, el mayor general Modesto Díaz, con parte de la división de Bayamo, se rindió en Yara, mientras un gran grupo de mambises de esa división dirigidos por los hermanos el capitán Gabriel Liens y el teniente Amador Liens se negaron a rendirse. Los hermanos Liens Cabrera contactaron con Antonio Maceo en Mangos de Baraguá.
Tras la protesta de Baraguá, el 15 de marzo de 1878, Amador fue ascendido por el Gobierno Provisional al grado de capitán, con 29 años de edad, mientras que Gabriel Liens era ascendido al grado de comandante. Ambos hermanos siguieron resistiendo en el regimiento Bayamo a las órdenes del coronel Caymari, hasta que al parecer, se rindieron en junio en El Zarzal.

## Tregua Fecunda
Durante el período de tregua que siguió a la guerra, Amador Liens se unió en matrimonio con Francisca Borja Espinosa Labrada, naciendo de ambos posteriormente sus hijos Bernardo “Nando” (hacia 1879), Emilia, Andrés, Trinidad “Trina” (1888), Francisco (1893), Paula María y Vitalio (hacia 1903).
No es posible afirmar que Amador Liens participara en la Guerra Chiquita. Sin embargo, su padre Mauricio Liens se entrevistó en octubre de 1879, con el brigadier Gregorio Benítez, que había desembarcado al sur de Oriente. En dicha reunión, el brigadier Benítez organizó los grupos alzados en Manzanillo y Bayamo y, al parecer, ascendió a Mauricio Liens al grado de teniente coronel, según consta en grado en el listado de mambises enterrados en Manzanillo. Fracasada la Guerra Chiquita, el brigadier Benítez trató de retirarse por mar, siendo asesinado por la contraguerrilla de Campechuela en octubre de 1880.

## Guerra del 95
El 24 de febrero de 1895 Amador Liens, cumpliendo con el plan de alzamiento previsto, se alzó en Buey Arriba con cerca de 50 hombres, entre los cuales se hallaban miembros de su familia: sus hermanos Pastor y José Cornelio Liens Cabrera, su primo Fernando Liens Nieto (hijo de Vicente Liens) y un sobrino, Joaquín Liens Gil (hijo de Gabriel Liens Cabrera). Se subordinó al teniente coronel Esteban Tamayo y Tamayo cerca de Barrancas, quien le confirió el grado de comandante, como segundo jefe del Regimiento Hatuey. Más adelante, durante el año 1897 se incorpora su primo José Pompa Liens (hijo de Manuel Liens).
El regimiento Hatuey libró varias acciones de combate entre Bayamo y Veguitas, como el combate en Ciénaga de Jucaibama el 24 de febrero de 1895, la toma de Veguitas el 27 de febrero, el combate de Guanabano el 10 de marzo donde se derrotó al general Fidel Santocildes, el ataque a Bueycito el 26 de marzo y el combate de Valenzuela el 17 de abril, dirigido personalmente por Amador Liens, que rechazó al teniente coronel Michelena, quien con su columna regresó a la ciudad de Bayamo.
Amador Liens estaba entre las fuerzas mambisas que, al mando de Bartolomé Maso, se encontraron con Máximo Gómez y José Martí en Dos Ríos el 18 de mayo. Al día siguiente, el 19 de mayo de 1895, ante la presencia de una fuerte columna en la Bija, Máximo Gómez envió a los regimientos Hatuey y Figueredo a cubrir la retaguardia, mientras el grueso realizó lo que se conoce por la batalla de Dos Ríos, en la que murió José Martí. El 21 de mayo Máximo Gómez menciona al comandante Amador Liens en su diario.
El 22 de junio de 1895 participó en el combate de Ceja de los Novillos, donde perdió a su sobrino Joaquín Liens Gil. El 13 de julio se produjo la Batalla de Peralejo, en las cercanías de Bayamo, entre las fuerzas de Antonio Maceo y las del general español Arsenio Martínez Campos, que fue derrotado. En esta batalla, el comandante Amador Liens mandó un escuadrón que hostilizó a los españoles en su retirada hasta el río Dátil.
Seleccionado por Máximo Gómez para la invasión de Oriente a Occidente, Antonio Maceo le ascendió a teniente coronel el 10 de octubre de 1895, se suma al Contingente Invasor de Antonio Maceo. Según su diploma de ascenso a teniente coronel, en el Contingente Invasor prestó servicios en el Regimiento de Infantería “Crombet”, con intachable conducta y valor acreditado.
Sobre el mes de marzo de 1896, al parecer, regresa a Oriente, y en junio aparece junto a Mariano Torres para operar en Holguín, participando en acciones en Banes (agosto de 1896).
En el mes de abril de 1897 Amador Liens pasó al Regimiento Bayamo, de donde era oriundo. El 5 de mayo sale de Vequitas una fuerte columna española escoltando un convoy de carretas y acémilas hacia Bayamo, siendo atacada cinco veces por varias fuerzas mambisas de Manzanillo, y el día 6 es atacado por el coronel Hernández Ríos con las fuerzas de Manzanillo, atacado por el coronel Sánchez con las fuerzas de Manzanillo y el teniente coronel Amador Liens con caballería lo baten dos veces en Jucaibama.
Entre los meses de julio y noviembre del año 1897 fue dado de baja del ejército libertador, por el brigadier Francisco Sánchez Hechavarría, jefe de la brigada Bayamo.

## Postguerra
Acabada la guerra, Amador Liens fue licenciado en Bueycito el 24 de agosto de 1898, y se dedicó a sus actividades privadas. Fue elegido concejal del Ayuntamiento de Bayamo en los años 1900 y 1901.
El 22 de noviembre de 1902 Amador Liens, por actos de juicios demolitorios y respaldado por la orden militar N.º 62 de 1902, se vio favorecido y llegó a tener las propiedades siguientes: tres haciendas ( San José, San Rafael I y II), en la parte alta del Río Buey, nueve fincas y dos lotes de tierra.

## Fallecimiento
El 20 de mayo de 1912 estalló el levantamiento armado de los independientes de color, que consistió en el levantamiento de parte de la población de origen africano, representada por el Partido Independiente de Color y que se destacó por su represión en la provincia de Oriente, donde estaban sus líderes Evaristo Estenoz y Pedro Ivonet. Aunque en la región de Bayamo no hubo acción alguna, la rebelión fue aprovechada por algunos racistas, que crearon grupos armados para atacar a los negros y mulatos pacíficos.
Manuel Planas Rodríguez del Rey, coronel veterano de la Guerra del 95 y alcalde de Bayamo de 1908 a 1912, arengó a la población a detener e impedir cualquier acto racista, por lo que Amador Liens, junto a sus hijos, se opuso a estas actitudes en la zona de Bueycito y Buey Arriba, pues según sus propias palabras: “Esos negros y mulatos pelearon conmigo por la independencia”. Al enfrentarse a uno de los cabecillas racistas, que era su ex-yerno Manuel Álvarez (casado con Emilia), este le disparó, quedando Amador herido en el brazo y con un pulmón perforado. Fue trasladado al hospital de Bayamo, donde recibió atención médica.
Por suponerse fundadamente su próximo fallecimiento, el alcalde Manuel Planas Rodríguez del Rey hizo que Amador Liens fuera escoltado por un grupo a caballo de unos 100 hombres hasta su finca de El Macio, en Buey Arriba donde murió el 8 o el 13 de enero de 1913. Se dice que fue enterrado en Bueycito.

## Pensamiento
Aunque hay pocos relatos sobre Amador Liens, se cuenta con algunas anécdotas:
En plena guerra, Amador Liens fue de permiso a su casa. Vio la finca abandonada y dijo a su mujer e hijos "La finca esta abandona, no cuidan los puercos, y yo estoy peleando contra los españoles". A partir de ese momento Bernardo, su hijo mayor, tuvo que dejar de ir a una escuelita mambisa para cubrir el lugar de su padre, quien resuelto, no pensaba dejar de luchar contra los españoles por un problema doméstico.
Terminada la guerra se hacían mítines en Bayamo, y según su hija Trinidad, iban los escuadrones de los mambises, donde su padre Amador y ella siendo una niña con la bandera, el pueblo daba gritos de "Viva Cuba Libre" y que su padre le decía a ella "que había que morir por la patria".
Cuando estalló el levantamiento racial de 1912, y se comenzó a correr la idea racista de matar a los negros pacíficos, Amador Liens dijo que "esos negros habían peleado con él por la independencia de la patria".
Su pensamiento se aprecia con su testimonio en vida, con un marcado ideal independentista, antirracista y revolucionario.

## Homenajes
Amador Liens Cabrera recibió los siguientes homenajes:
Homenajes en vida:
- En 1911 recibió la Medalla de la Independencia, por ser veterano de las guerras.

Homenajes póstumos:
- Existe un busto suyo ubicado en el Entronque de Bueycito, elaborado por encargo de su hija Trinidad Liens Espinosa.
- En 1956 se hizo trámites para nombrar con su nombre el antiguo Cuartel de la Guardia Rural en Bueycito, cosa que no se llevó a cabo.
- Su nombre se encuentra en una calle principal del pueblo de Minas de Buey Arriba.
- Es considerado un patriota representativo del municipio Buey Arriba.
- Su nombre se encuentra en un consejo popular del municipio de Buey Arriba, constituido en el año 1993.
- Su nombre se encuentra en un Centro Mixto (formación de bachilleres y técnicos profesionales) en San Pablo de Yao del Municipio Buey Arriba, inaugurado en el año 2010.

## Descendientes

### En el Ejército Nacional antes de 1959
De sus hijos, Francisco fue miembro de la Guardia Rural entre el año 1916 y el 1920, participando en la campaña conocida como Guerra de la Chambelona en 1917, en la provincia de Camagüey.

### Partido Comunista de Cuba de 1925
En el Partido Comunista fundado en 1925 , que luego cambio para el Partido Socialista popular, ingresaron:
- Sus hijos Emilia, Trinidad, Francisco y Vitalio Liens Espinosa.
- Sus nietas Fidelina Olivera Liens y Enedina Liens Reyes (siendo una adolescente).

Reuniéndose en células en Buey Arriba y El Macio.

### En elMovimiento 26 de julio
De sus nietos y bisnietos, hubo varios que integraron el Movimiento 26 de julio liderado por Fidel Castro Ruz y participaron en la guerra de liberación de 1956 a 1958, como:
Hijos y nietos de Bernardo Liens Espinosa:
- Hija, Enedina Liens Reyes: Nace en 1923. Miembro del PSP y luego del M-26 de julio. Colaboradora de la Columna 4 dirigida por el Che, su casa fue primero capitanía y luego comandancia del ejército rebelde. Perseguida por la guerdia rural por un chivatazo.
- Hijo, Ernesto Liens Reyes:Nace en 1928. Miembro del M-26 de julio. Oficial investigador de la Columna 4 dirigida por el Che. En diciembre de 1957 muere por un disparo accidental de su arma.
- Hijo, Eliades Liens Reyes:Nace en 1932.Miembro del M-26 de julio. Llegó al grado de primer teniente del ejército rebelde. En septiembre de 1958 cae en combate en una emboscada en Hongolosongo.
- Nieto, Faustino Guerra Liens: Nace en 1946. Mensajero del ejército rebelde, siendo un niño de 12 años).

Hijos de Paula María Liens Espinosa:
- Hijo, José María (More) Liens Espinosa: M-26 de julio. Soldado del ejército rebelde.
- Hijo, Edilberto Gelacio Liens Espinosa M-26 de julio. Soldado del ejército rebelde.

Hijo de Emilia Liens Espinosa:
- Hijo, Armando Olive Álvarez: Jefe del M-26 de julio en la zona de Buey Arriba(clandestino).

Todos ellos, eran oriundos del actual municipio de Buey Arriba, zona de operaciones de la columna 4 dirigida por el comandante Ernesto Che Guevara.

### Campaña de alfabetización en 1961
En 1961 se generalizó la alfabetización en Cuba a través de las brigadas de alfabetizadores, en la cual ingreso:
Nieto de Bernardo Liens Espinosa:
- Nieto, Faustino Guerra Liens: Alfabetizador de las Brigadas Patria o Muerte, alfabetizo en Manzanillo. Recibió medalla de la alfabetización y la de 50 aniversario de las FAR.

## Testimonios de descendientes de Amador Liens
1. Bernardo Liens Espinosa (hijo)
2. Trinidad Liens Espinosa (hija)
3. Vitalio Liens Espinosa (hijo)
4. Isidra Enedina Liens Reyes (nieta)
5. Heliodoro Reinerio Liens Reyes(nieto)
6. Yosvani Guerra Silva (tataranieto)